# 井手大介
井手 大介（いで だいすけ、1975年7月19日 - ）は、東京都出身のDJ、MC、モデル、ミュージシャン。身長182cm。かつてpdash所属だったが現在フリーで活動。

## 人物
東京都生まれ、親の仕事の関係でニューヨークで育つ。早稲田大学理工学部卒業。
18歳の頃にモデルになり、MEN'S NON-NOなどファッション雑誌で活動。
1997年よりVJとして活動を開始。英語も堪能で自ら海外ミュージシャンのインタビューなどもこなす。テンションの高い特徴的な喋り口調である。

## 活動内容
音楽チャンネルMTVにてVJとして活動。他に、テレビやラジオの音楽専用番組でMCやインタビュアーとして活動。2007年から、サッカーのJ1、横浜FCのホームゲームでスタジアムDJを務める。
ロックバンドDADASのボーカル。同バンドのドラムはRIZEのドラマーで井手の親友でもある金子ノブアキ。

## 出演

### テレビ
- VIBE・MTV JAPAN（1997年 - 2000年）
- 「SUMMER SONIC 2001」特番（2001年、フジテレビ）
- HANG OUT（2000年 - 2005年、テレビ東京）
- HANG OUT（2005年、MUSIC ON! TV）
- 解説!ジャッジ・ザ・ムービー（2005年 - 2007年、ムービープラス）
- DRESS（毎日放送、2010年9月8日 - 2010年12月22日） ※病気で一時休養した鉄平の代理で出演
- つりステ釣会議（2018年9月-2019年3月、釣りビジョン）
- 釣りうぇ～ぶ（2019年4月- 釣りビジョン）

### ラジオ
TOKYO FM
- ROCK SQUAD（2001年）
- FROM TOKYO（2002年 - 2003年）
- NEXT（2003年 - 2005年）
- High on Music（2007年 - 2009年、金曜 19:00-19:30）

InterFM
- ON THE EDGE（2001年 - 2002年）
- MOOCS LOUNGE（2005年 - 2006年）
- RADIO UP NINE（2005年 - 2008年）
- Happy Hour TGIF Edition（2014年4月 - 2014年9月）
- Happy Hour!（2014年10月 - ）
- HARAJUKU HAIR SALON dea Presents TOKYO PLAYGROUND（2015年11月 - ）
- The Great Escape!（2017年11月 - 2020年10月27日）

FM YOKOHAMA
- The Burn（2004年4月 - 、土曜 5:00-8:00） ※2007年3月までは、「イデ・F・ダイスケ」の名前で出演していた。

その他
- ココロのオンガク 〜music for you〜（2013年9月 - 2024年3月、文化放送ほかNRN35局ネット、ナイターオフのみ放送）

### CM
- マスターカード インターナショナル
- フォルクスワーゲン 「Golf特別試乗キャンペーン」